# 汶川景天
汶川景天（学名：Sedum wenchuanense）是景天科景天属的植物，是中国的特有植物。分布于中国大陆的四川等地，生长于海拔1,350米的地区，目前尚未由人工引种栽培。